# Roger Liebi (Politiker)
Roger Liebi (* 14. November 1961) ist ein Schweizer Unternehmer und Politiker (SVP). Bekannt wurde er als Präsident der Stadtzürcher SVP.

## Leben
Die berufliche Karriere als Bankfachmann begann er 1981 bei der UBS, später arbeitete er auch für die Credit Suisse und die Nordea Bank. 2017 gründete er schliesslich sein eigenes Unternehmen. 2018 wählte ihn der Zürcher Kantonsrat in den 13-köpfigen Bankrat der Zürcher Kantonalbank, 2019 wurde er in das 3-köpfige, vollamtliche Bankpräsidium gewählt.
Bei den Wahlen 2002 wurde Liebi für den Kreis 3 in den Gemeinderat gewählt. In diesem präsidierte er mehrere Kommissionen, bis er 2017 aus beruflichen Gründen seinen Rücktritt bekannt gab. Neben dem Gemeinderat war Liebi im Kantonsrat tätig: 2011 wurde er erstmals dafür gewählt, doch verzichtete er zugunsten des Mandats im Gemeinderat auf dieses Amt. Vier Jahre später wurde er erneut für den Stadtzürcher Wahlkreis II (Kreise 3 und 9) in den Kantonsrat gewählt, diesmal nahm er die Wahl an. In den drei Jahren, in denen er das Amt innehatte, präsidierte er die Kommission für Wirtschaft und Ausgaben. Im Juni 2018 gab er auch dieses Mandat auf, um sich beruflich weiterbilden zu können.